# Leichtathletik-Weltmeisterschaften der Behinderten 2019/Teilnehmer (Deutschland)
| stlisierte Goldmedaille | stlisierte Silbermedaille | stlisierte Bronzemedaille |
| ----------------------- | ------------------------- | ------------------------- |
| 7                       | 2                         | 2                         |

Vom Deutschen Behindertensportverband (DBS), dem Nationalen Paralympischen Komitee (NPC) für Deutschland, wurden zunächst 34 Sportler und Sportlerinnen als Team Deutschland Paralympics (bis Ende August 2019: „Deutsche Paralympische Mannschaft“) aufgestellt. Wie schon befürchtet sank ihre Anzahl auf 32, da 400-Meter-Europameisterin Lindy Ave und Kugelstoß-Weltmeister Daniel Scheil ihre Teilnahme verletzungsbedingt absagen mussten. Schon vorher stand fest, dass aufgrund von Verletzungen Frank Tinnemeier und die Kugelstoß-Weltmeisterin von 2017 Frederike Koleiski, sowie der Speerwurf-Europameister von 2018 Mathias Mester verhindert waren. Kurzfristig fiel noch Tom Malutedi aus. David Behre konnte nach langer Leidenszeit sein Comeback in Angriff nehmen.
Unter den 31 Athleten und Athletinnen befanden sich zwei Guides, sieben Paralympicssieger und ebenso viele aktuelle Weltmeister sowie zwölf WM-Debütanten. Mit ihren 17 Jahren war Nele Moos die jüngste Teilnehmerin. Der Behinderten- und Rehabilitationssportverband Nordrhein-Westfalen (BRSNW) stellte mit 18 Sportlerinnen und Sportlern über die Hälfte des deutschen Teams.
Für die Wettkämpfer sind die Weltmeisterschaften hinsichtlich eines Startplatzes bei den Paralympischen Sommerspielen 2020 in Tokio von Bedeutung, denn wer einen der ersten vier Ränge belegt, sichert sich einen Quotenplatz. Weitere Möglichkeiten einen Startplatz zu erhalten bietet sich bis April 2020 über die Weltranglistenplatzierung, und für die individuelle Normerfüllung ist noch bis Anfang Juli 2020 Zeit.

## Ergebnisse
Wegen des Anlaufs wurde der Weitsprung von 'F' nach 'T' umklassifiziert.

### Frauen
| Athletinnen                                         | Wettbewerb      | Vorlauf / Vorkampf | Vorlauf / Vorkampf | Halbfinale   | Halbfinale | Finale             | Finale |
| Athletinnen                                         | Wettbewerb      | Zeit / Weite       | Rang               | Zeit / Weite | Rang       | Zeit / Weite       | Rang   |
| --------------------------------------------------- | --------------- | ------------------ | ------------------ | ------------ | ---------- | ------------------ | ------ |
| Katrin Müller-Rottgardt Guide: Noel-Philippe Fiener | 100 m T12       | 12,31 s            | 5                  | –            | –          | 12,22 s SB         | 4      |
| Janne Sophie Engeleiter                             | 100 m T13PB     | 12,52 s            | 7                  | –            | –          | 12,72 s            | 6      |
| Nicole Nicoleitzik                                  | 100 m T36       | 14,72 s PB         | 5                  | –            | –          | 14,78 s            | 7      |
| Nele Moos                                           | 100 m T38       | –                  | –                  | –            | –          | 13,90 s            | 7      |
| Irmgard Bensusan                                    | 100 m T64       | 12,90 s            | 4                  | –            | –          | 12,86 s            |        |
| Maria Tietze                                        | 100 m T64       | 13,64 s PB         | 11                 | –            | –          | nicht qualifiziert | 11     |
| Katrin Müller-Rottgardt Guide: Noel-Philippe Fiener | 200 m T12       | 25,48 s SB         | 6                  | 25,26 s SB   | 6          | nicht qualifiziert | 6      |
| Nele Moos                                           | 200 m T38       | –                  | –                  | –            | –          | 28,67 s PB         | 7      |
| Nicole Nicoleitzik                                  | 200 m T36       | 31,63 s            | 6                  | –            | –          | 31,71 s            | 6      |
| Irmgard Bensusan                                    | 200 m T64       | –                  | –                  | –            | –          | 26,93 s CR         |        |
| Maria Tietze                                        | 200 m T64       | –                  | –                  | –            | –          | 28,86 s            | 6      |
| Katrin Müller-Rottgardt                             | Weitsprung T12  | –                  | –                  | –            | –          | 4,91 m             | 7      |
| Nele Moos                                           | Weitsprung T38  | –                  | –                  | –            | –          | 4,49 m             | 6      |
| Maria Tietze                                        | Weitsprung T64  | –                  | –                  | –            | –          | 4,26 m             | 8      |
| Hanna Laura Magdalena Wichmann                      | Kugelstoßen F32 | –                  | –                  | –            | –          | 4,26 m             | 8      |
| Marie Brämer-Skowronek                              | Kugelstoßen F34 | –                  | –                  | –            | –          | 7,41 m PB          | 5      |
| Charleen Kosche                                     | Kugelstoßen F34 | –                  | –                  | –            | –          | 6,92 m             | 6      |
| Birgit Kober                                        | Kugelstoßen F36 | –                  | –                  | –            | –          | 11,19 m CR         |        |
| Juliane Mogge                                       | Kugelstoßen F36 | –                  | –                  | –            | –          | 8,99 m             | 4      |
| Martina Willing                                     | Kugelstoßen F57 | 7,15 m             | 6                  | –            | –          | nicht qualifiziert | –      |
| Martina Willing                                     | Diskuswurf F57  | 19,70 m            | 8                  | –            | –          | nicht qualifiziert | –      |
| Frances Herrmann                                    | Speerwurf F34   | –                  | –                  | –            | –          | 15,47 m            | 4      |
| Martina Willing                                     | Speerwurf F56   | –                  | –                  | –            | –          | 20,97 m            | 5      |
| Hanna Laura Magdalena Wichmann                      | Keulenwurf F32  | –                  | –                  | –            | –          | 16,09 m            | 7      |

### Männer
| Athleten                                 | Wettbewerb               | Vorlauf / Vorkampf | Vorlauf / Vorkampf | Halbfinale         | Halbfinale | Finale             | Finale     |
| Athleten                                 | Wettbewerb               | Zeit / Weite       | Rang               | Zeit / Weite       | Rang       | Zeit / Weite       | Rang       |
| ---------------------------------------- | ------------------------ | ------------------ | ------------------ | ------------------ | ---------- | ------------------ | ---------- |
| Marcel Böttger Guide: Alexander Kosenkow | 100 m T12                | 11,11 s PB         | 9                  | 11,10 s PB         | 7          | nicht qualifiziert | –          |
| Phil Grolla                              | 100 m T47                | 11,11 s SB         | 8                  | 11,26 s            | 10         | 11,16 s            | 8          |
| Léon Schäfer                             | 100 m T63                | 12,56 s            | 4                  | –                  | –          | 12,34 s            |            |
| David Behre                              | 100 m T64                | –                  | DNS                | –                  | –          | –                  | –          |
| Johannes Floors                          | 100 m T64                | 10,54 s            | 1                  | –                  | –          | 10,60 s            |            |
| Felix Streng                             | 100 m T64                | 10,99 s SB         | 2                  | –                  | –          | 11,00 s            |            |
| Ali Lacin                                | 200 m T61                | –                  | –                  | –                  | –          | 24,63 s PB         |            |
| Johannes Floors                          | 400 m T62                | –                  | –                  | –                  | –          | 45,78 s            | Weltrekord |
| Felix Maximilian Sven Krüsemann          | 1500 m T38               | –                  | –                  | –                  | –          | 4:14,70 min PB     | 8          |
| Johannes Bessel                          | 1500 m T46               | –                  | –                  | –                  | –          | 4:11,00 min PB     | 12         |
| Alhassane Baldé                          | 400 m Rennrollstuhl T54  | 50,84 s            | 20                 | nicht qualifiziert | –          | –                  | 20         |
| Alhassane Baldé                          | 800 m Rennrollstuhl T54  | 1:38,20 min        | 16                 | –                  | –          | nicht qualifiziert | 16         |
| Alhassane Baldé                          | 1500 m Rennrollstuhl T54 | 3:09,75 min        | 9                  | –                  | –          | 3:05,99 min        | 10         |
| Alhassane Baldé                          | 5000 m Rennrollstuhl T54 | 11:14,60 min       | 18                 | –                  | –          | nicht qualifiziert | 18         |
| Marcel Böttger                           | Weitsprung T12           | –                  | –                  | –                  | –          | 6,40 m PB          | 8          |
| Ali Lacin                                | Weitsprung T63           | –                  | –                  | –                  | –          | 5,26 m             | 9          |
| Léon Schäfer                             | Weitsprung T63           | –                  | –                  | –                  | –          | 6,90 m CR          |            |
| Markus Rehm                              | Weitsprung T64           | –                  | –                  | –                  | –          | 8,17 m             |            |
| Felix Streng                             | Weitsprung T64           | –                  | –                  | –                  | –          | 7,06 m             | 4          |
| Sebastian Dietz                          | Kugelstoßen F36          | –                  | –                  | –                  | –          | 14,52 m            | 4          |
| Niko Kappel                              | Kugelstoßen F41          | –                  | –                  | –                  | –          | 13,87 m            |            |
| Mathias Uwe Schulze                      | Kugelstoßen F46          | –                  | –                  | –                  | –          | 15,26 m SB         | 5          |

### Mixed
| Athleten                                                             | Wettbewerb       | Vorlauf / Vorkampf | Vorlauf / Vorkampf | Halbfinale   | Halbfinale | Finale       | Finale |
| Athleten                                                             | Wettbewerb       | Zeit / Weite       | Rang               | Zeit / Weite | Rang       | Zeit / Weite | Rang   |
| -------------------------------------------------------------------- | ---------------- | ------------------ | ------------------ | ------------ | ---------- | ------------ | ------ |
| Katrin Müller-Rottgardt, Johannes Floors, Nele Moos, Alhassane Baldé | 4 × 100 m T35/38 | Fehlstart          | DSQ                | –            | –          | –            | –      |